# Mesosa curculionoides
Mesosa curculionoides is een keversoort uit de familie van de boktorren (Cerambycidae). De wetenschappelijke naam werd gepubliceerd in 1761 door Linnaeus.